# Bonita Granville
Bonita Granville (1923. február 2. − 1988. október 11.) amerikai színésznő és producer. 
Revüénekesek gyermekeként született, háromévesen már színpadon szerepelt. Pályafutását gyerekszínészként kezdte, 1932-ben, a Westward Passage című filmben. 1936-ban az Ártatlanok (These Three) című filmmel lett ismert, melyért a a legjobb női mellékszereplő Oscar-díjára jelölték 14 évesen. Ismertebb filmjei közé tartozik a Nancy Drew-filmsorozat, az Utazás a múltból (Now, Voyager) (1942) és a Hitler's Children (1943).
Miután 1947-ben feleségül ment Jack Wratherhöz, producerként működött közre például a Lassie című televíziós sorozatban.  
Ismert volt filantrópként és üzletasszonyként, az övé és férjéé volt többek között a kaliforniai Disneyland Hotel és az RMS Queen Mary hajó. 1972-ben a John F. Kennedy Kulturális Központ kuratóriumának elnöki posztjára nevezte ki az Egyesült Államok akkori elnöke, Richard Nixon, majd 1982-ben egy újabb terminusra Ronald Reagan is.
1960-ban csillagot kapott a hollywoodi hírességek sétányán, 2011-ben pedig férjével együtt posztumusz bekerült a Disney-legendák közé.

## Élete és pályafutása
Manhattanben született Rosina Timponi és Bernard Granville lányaként, akik mindketten színpadi művészek voltak. Római katolikus neveltetést kapott.

### 1932–1941: Gyerekszínészként
1932-ben, a Westward Passage című filmben debütált színészként, majd a Kavalkád (1933) című filmben egy szöveg nélküli szerepet kapott táncoslányként. Az elkövetkezendő években a stáblistákban sem szerepelt a neve, annyira jelentéktelen mellékszerepeket játszott. 1936-ban az Ártatlanok (These Three) című filmben alakította Mary Tilfordot, egy figyelemre vágyó, gonosz lányt, aki tönkreteszi három felnőtt életét. Alakításáért Oscar-díjra jelölték.
1938-ban Granville megkapta a tinidetektív Nancy Drew szerepét egy filmsorozatban, melyet a regények alapján készítettek. Partnerei John Litel és Frankie Thomas, Jr. voltak. Ugyanebben az évben szerepet kapott a később több Oscart nyert Finom úri ház (Merrily We Live) című filmben, valamint a The Beloved Brat-ben.

### 1942–1947: Pályafutása fénykora
1941-ben szerződést kötött az RKO Picturesszel, és olyan filmekben szerepelt, mint Az üvegkulcs (The Glass Key) (1942) vagy az Utazás a múltból (Now, Voyager) (1942). A Seven Miles from Alcatraz című filmben főszerepet játszott, amit követően 1943-ban megkapta a Hitler's Children  című háborús film egyik főszerepét, mely jövedelmező alkotásnak bizonyult. Ezt követően jobbára B-listás alkotásokban szerepelt.

### Későbbi élete
1947. február 5-én Granville feleségül ment Jack Wrather üzletemberhez, akitől két gyermeke született,  Christopher és Linda. Miután férje megvette a The Lone Ranger és a Lassie című televíziós sorozatok jogait, Granville producerként működött közre.
Granville 1988. október 11-én hunyt el tüdőrákban, a kaliforniai Santa Monicában, 65 évesen.

## Fordítás
- Ez a szócikk részben vagy egészben  a   Bonita Granville című angol Wikipédia-szócikk fordításán alapul.  Az eredeti cikk szerkesztőit annak laptörténete sorolja fel. Ez a jelzés csupán a megfogalmazás eredetét és a szerzői jogokat jelzi, nem szolgál a cikkben szereplő információk forrásmegjelöléseként.